# Keigo Watanabe
Keigo Watanabe (japanisch 渡邊 啓吾 Watanabe Keigo; * 25. August 2002 in Sapporo, Hokkaidō) ist ein japanischer Fußballspieler.

## Karriere
Keigo Watanabe erlernte das Fußballspielen in der Schulmannschaft der Asahikawa Jitsugyo High School sowie in der Universitätsmannschaft der Toin University of Yokohama. Die Saison 2024 wurde er von der Universität an Shonan Bellmare ausgeliehen. Der Verein aus Hiratsuka spielte in der ersten Liga, der J1 League. Sein Erstligadebüt gab Keigo Watanabe am 6. Mai 2024 (12. Spieltag) im Heimspiel gegen Sagan Tosu. Bei dem 2:1-Erfolg wurde er in der 82. Minute für Hiroyuki Abe eingewechselt. Nach der Ausleihe wurde er im Februar 2025 von Shonan Bellmare fest unter Vertrag genommen.